# Peziza
Peziza Fr., Systema mycologicum, Index alphab. 2: 40 (1822).
Il genere Peziza include funghi, lignicoli e terricoli, a forma di coppa, provvisti o meno di peduncolo, dalle pareti lisce o rugose, più o meno carnose.  L'imenio è disposto sulla superficie interna del ricettacolo (apotecio).

## Specie di Peziza
La specie tipo è Peziza vesiculosa Bull. (1790), altre specie incluse sono:
- Peziza ammophila Durieu & Mont. (1846-47) [1846]
- Peziza ampelina Quél. (1880)
- Peziza austrogeaster (Rodway) Rifai
- Peziza badia Pers.: Fr.
- Peziza badioconfusa Korf (1955) [nom. nov.]
- Peziza bovina W. Phillips (1879)
- Peziza cerea Sowerby (1795-97)
- Peziza domiciliana Cooke (1877)
- Peziza fimeti (Fuckel) Seaver (1928)
- Peziza micropus Pers. (1800)
- Peziza moravecii (Svrcek) Donadini (1978)
- Peziza natrophila N. Khan (1977) [1976]
- Peziza nivalis (R. Heim & L. Remy) M.M. Moser (1974)
- Peziza ostracoderma Korf (1961) [nom. nov.]
- Peziza petersii Berk. (1875)
- Peziza repanda Wahlenb. (1820)
- Peziza saniosa Schrad. (1799)
- Peziza varia Alb. & Schwein.
- Peziza violacea Pers. (1794)
- Peziza whitei (Gilkey) Trappe (1975)